# 삼손과 블레셋 전투
삼손과 블레셋 전투는 괴력으로 자국 주민들을 괴롭히는 삼손을 처단하기 위해 팔레스티아 왕이 무장병력 1,000명을 동원하여 삼손 한 사람과 겨룬 전투이다. 팔레스티아는 창, 칼, 도끼 등으로 무장하고 이스라엘로 침공하여 삼손에게 싸움을 걸었으며 이에 삼손은 길에 버려진 당나귀의 유골에서 턱뼈를 집어들고 맞섰다. 그러나 삼손은 야훼가 내린 괴력과 무예를 지니고 있었기 때문에 전투는 압도적인 양상으로 진행되었으며 결국 팔레스티아의 1,000명이나 되는 병력들은 삼손의 몸에 흠집하나 조차 내지 못한 채 삼손에게 모두 몰살당하고 말았다.
이 일로 대노한 삼손은 이후 여우 300마리를 생포해서 여우 꼬리에 불을 붙인 후 팔레스티아에 방생시켜 팔레스티아의 밭을 불바다로 만들었다.

## 같이 보기
- 사사기
- 필리스티아